# Nati nel 1837
| Questa pagina contiene informazioni ricavate automaticamente dalle voci biografiche con l'ausilio del template Bio e di un bot. L'aggiornamento è periodico e automatico e ricostruisce completamente la pagina. Se manca una persona in questa lista, sei pregato di non aggiungerla, ma accertati piuttosto che la sua voce biografica contenga il template Bio e che i dati anagrafici siano correttamente compilati. Se il template Bio manca, inseriscilo tu stesso o, in alternativa, metti l'avviso {{tmp\|Bio}} che ne segnala la mancanza. Se i dati riportati sono sbagliati, correggi direttamente la voce biografica; le modifiche saranno visibili in questa lista entro pochi giorni. Per chiarimenti vedi il progetto biografie. La lista contiene solo le 425 persone che sono citate nell'enciclopedia e per le quali è stato implementato correttamente il template Bio. Pagina aggiornata al 18 ago 2025. |

## Gennaio(28)
- 1º gennaio - Enrico Nencioni, poeta, critico letterario e traduttore italiano († 1896)
- 1º gennaio - Fabrizio Plutino, prefetto, patriota e politico italiano († 1925)
- 2 gennaio - Fritz Simrock, editore tedesco († 1901)
- 3 gennaio - Stefano Canzio, generale e politico italiano († 1909)
- 6 gennaio - Juan Lindolfo Cuestas, politico uruguaiano († 1905)
- 6 gennaio - Charles Dickens Jr., scrittore e editore inglese († 1896)
- 7 gennaio - James Key Caird, imprenditore scozzese († 1916)
- 7 gennaio - Milan Piroćanac, politico serbo († 1897)
- 9 gennaio - Robert Chesebrough, chimico e inventore statunitense († 1933)
- 10 gennaio - Konstantin Gutberlet, presbitero, filosofo e teologo tedesco († 1928)
- 11 gennaio - Pavel Ippolitovič Kutajsov, politico e generale russo († 1911)
- 13 gennaio - Pizzichicchio, brigante italiano († 1864)
- 14 gennaio - Carlo Meyer, militare e politico italiano († 1897)
- 17 gennaio - Luigi Cucchi, politico italiano († 1898)
- 17 gennaio - Julian Hall, generale britannico († 1911)
- 17 gennaio - François Lenormant, assiriologo e numismatico francese († 1883)
- 17 gennaio - Vasilij Vasil'evič Radlov, storico russo († 1918)
- 18 gennaio - Marie-Anne Detourbay, letterata francese († 1908)
- 20 gennaio - Francesco Pignatelli, IX principe di Strongoli, nobile e politico italiano († 1906)
- 21 gennaio - Georg Baumgarten, pioniere dell'aviazione tedesco († 1884)
- 22 gennaio - Achille Talarico, pittore italiano († 1902)
- 24 gennaio - Giacinto Pullino, ingegnere navale italiano († 1898)
- 25 gennaio - Paolo Medini, basso italiano († 1911)
- 27 gennaio - Tomioka Tessai, pittore e calligrafo giapponese († 1924)
- 28 gennaio - Giovanni Camerini, politico italiano († 1919)
- 29 gennaio - Francesco Boncinelli, medico e poeta italiano († 1917)
- 30 gennaio - Emanuele Ruspoli, nobile, politico e ingegnere italiano († 1899)
- 31 gennaio - Charles de Gaulle, scrittore francese († 1880)

## Febbraio(34)
- 1º febbraio - Gustave Garcia, baritono italiano († 1925)
- 4 febbraio - Jules Sambon, numismatico italiano († 1921)
- 5 febbraio - Dwight L. Moody, editore statunitense († 1899)
- 5 febbraio - Leopold von Schrötter, medico austriaco († 1908)
- 6 febbraio - Giovanni Bovio, filosofo e politico italiano († 1903)
- 7 febbraio - Henry Howard, III conte di Effingham, nobile, politico e militare britannico († 1898)
- 7 febbraio - José Jiménez Aranda, pittore spagnolo († 1903)
- 7 febbraio - James Murray, lessicografo e linguista britannico († 1915)
- 8 febbraio - Carlo Astengo, prefetto, magistrato e politico italiano († 1917)
- 9 febbraio - Alfred Ainger, biografo britannico († 1904)
- 9 febbraio - José Burgos, presbitero, scrittore e educatore filippino († 1872)
- 10 febbraio - Harrison Gray Otis, militare, editore e imprenditore statunitense († 1917)
- 10 febbraio - Eugenio Carlo Valussi, vescovo cattolico italiano († 1903)
- 12 febbraio - Andrea Angiulli, filosofo e pedagogista italiano († 1890)
- 12 febbraio - Eugenia Attendolo Bolognini Litta, nobildonna italiana († 1914)
- 12 febbraio - Thomas Moran, pittore statunitense († 1926)
- 13 febbraio - Paul Brouardel, igienista e patologo francese († 1906)
- 13 febbraio - Fulcran Vigouroux, presbitero e biblista francese († 1915)
- 14 febbraio - Napoleone Zanetti, patriota italiano († 1893)
- 15 febbraio - Arnaldo Cantani, medico e politico italiano († 1893)
- 15 febbraio - Wilhelm Jensen, scrittore tedesco († 1911)
- 16 febbraio - Ferdinand Adolf Kehrer, ginecologo tedesco († 1914)
- 17 febbraio - Pierre Auguste Cot, pittore francese († 1883)
- 18 febbraio - Guglielmo Nacciarone, pianista e compositore italiano († 1916)
- 20 febbraio - Éleuthère Mascart, fisico e meteorologo francese († 1908)
- 21 febbraio - Marie Bilders-van Bosse, pittrice olandese († 1900)
- 22 febbraio - Leopoldina di Baden, principessa tedesca († 1903)
- 22 febbraio - Pedro Varela, politico uruguaiano († 1906)
- 24 febbraio - Aleksandr Mihajlovič Dodonov, tenore russo († 1914)
- 24 febbraio - Raffaello Fornaciari, filologo italiano († 1917)
- 24 febbraio - Algernon Freeman-Mitford, I barone Redesdale, nobile, diplomatico e scrittore inglese († 1916)
- 24 febbraio - José Joaquim Teixeira Lopes, scultore e ceramista portoghese († 1918)
- 25 febbraio - Rosalía de Castro, poetessa e scrittrice spagnola († 1885)
- 27 febbraio - Francesca Alexander, illustratrice, scrittrice e traduttrice statunitense († 1917)

## Marzo(41)
- 1º marzo - Ion Creangă, scrittore rumeno († 1889)
- 1º marzo - Georg Ebers, egittologo e romanziere tedesco († 1898)
- 1º marzo - William Dean Howells, scrittore e critico letterario statunitense († 1920)
- 3 marzo - Guglielmo Calderini, architetto italiano († 1916)
- 3 marzo - Jacques Duchesne, generale francese († 1918)
- 3 marzo - Augusto Rivalta, scultore italiano († 1925)
- 4 marzo - Norman J. Hall, militare statunitense († 1867)
- 5 marzo - Nicola Heusch, generale italiano († 1902)
- 5 marzo - Stanislao Mercantini, poeta italiano († 1897)
- 6 marzo - David Moriarty, militare britannico († 1879)
- 7 marzo - Henry Draper, medico e astronomo statunitense († 1882)
- 7 marzo - Angelo Romualdi, fantino italiano
- 8 marzo - Nehemiah Green, politico statunitense († 1890)
- 12 marzo - Giuseppe Basso della Rovere, militare italiano
- 12 marzo - Raffaello Caverni, presbitero e scrittore italiano († 1900)
- 12 marzo - Alexandre Guilmant, compositore e organista francese († 1911)
- 13 marzo - Mario Bernini, fantino italiano († 1902)
- 13 marzo - Sanjō Sanetomi, politico giapponese († 1891)
- 14 marzo - Luigi Domenico Galeazzi, avvocato e politico italiano († 1918)
- 14 marzo - Heinrich Thorbecke, orientalista e filologo tedesco († 1890)
- 15 marzo - Célestine Galli-Marié, mezzosoprano francese († 1905)
- 15 marzo - Agustín Muñoz, nobile spagnolo († 1855)
- 16 marzo - Felix Formento, chirurgo statunitense († 1907)
- 16 marzo - Venceslao Spalletti, politico italiano († 1899)
- 17 marzo - Giuseppe Cataldo, presbitero, missionario e gesuita italiano († 1928)
- 18 marzo - Grover Cleveland, politico statunitense († 1908)
- 19 marzo - Eugen von Lommel, fisico tedesco († 1899)
- 21 marzo - Charles Auguste Bretagne, funzionario francese († 1881)
- 21 marzo - Theodore Nicholas Gill, zoologo statunitense († 1914)
- 21 marzo - Adolf von Koenen, geologo tedesco († 1915)
- 21 marzo - Stanislao Mocenni, generale e politico italiano († 1907)
- 23 marzo - Virginia Oldoini, agente segreta italiana († 1899)
- 23 marzo - Richard Anthony Proctor, astronomo inglese († 1888)
- 23 marzo - Henry Adams Thompson, politico statunitense († 1920)
- 23 marzo - Charles Wyndham, attore e medico inglese († 1919)
- 24 marzo - George Henry Mackenzie, scacchista scozzese († 1891)
- 24 marzo - Filippo del Belgio, principe belga († 1905)
- 28 marzo - Wilhelm Kühne, fisiologo tedesco († 1900)
- 29 marzo - Robert Sahlberg, compositore di scacchi svedese († 1922)
- 31 marzo - Marc Delafontaine, chimico svizzero († 1911)
- 31 marzo - Sigismondo De Bosniaski, medico polacco († 1921)

## Aprile(30)
- 1º aprile - Luis Francisco Benítez de Lugo y Benítez de Lugo, politico spagnolo († 1876)
- 1º aprile - Jorge Isaacs, scrittore, giornalista e politico colombiano († 1895)
- 2 aprile - George Nelson Cheney, scacchista e compositore di scacchi statunitense († 1861)
- 3 aprile - John Burroughs, poeta e naturalista statunitense († 1921)
- 5 aprile - Algernon Swinburne, poeta e drammaturgo britannico († 1909)
- 6 aprile - Ignatz von Kolisch, scacchista slovacco († 1889)
- 8 aprile - Giuseppe Bardelli, matematico e politico italiano († 1908)
- 8 aprile - Pasquale Fiore, giurista e politico italiano († 1914)
- 8 aprile - Raffaele Settembrini, ufficiale italiano († 1904)
- 10 aprile - Tranquillo Cremona, pittore italiano († 1878)
- 10 aprile - Bortolo Cunico, patriota italiano († 1910)
- 10 aprile - Robert McLachlan, entomologo inglese († 1904)
- 11 aprile - Elmer Ellsworth, militare statunitense († 1861)
- 12 aprile - Ernesto Balbo Bertone di Sambuy, nobile e politico italiano († 1909)
- 13 aprile - Samuel Hubbard Scudder, entomologo e paleontologo statunitense († 1911)
- 15 aprile - John Hedley, vescovo cattolico britannico († 1915)
- 15 aprile - Francesco Sclavo, militare e scrittore italiano († 1913)
- 17 aprile - John Pierpont Morgan, banchiere e imprenditore statunitense († 1913)
- 18 aprile - Carlo Emanuele Quezel, artigiano e patriota italiano († 1871)
- 20 aprile - Giovanni Maria Diamare, vescovo cattolico e teologo italiano († 1914)
- 20 aprile - Georg Sars, zoologo norvegese († 1927)
- 21 aprile - Fredrik Bajer, scrittore, pacifista e insegnante danese († 1922)
- 21 aprile - Pietro Vacchelli, politico e patriota italiano († 1913)
- 24 aprile - Friedrich August von Holstein, diplomatico e politico tedesco († 1909)
- 25 aprile - Thérésa, cantante francese († 1913)
- 26 aprile - Henry Charlton Bastian, fisiologo e neurologo inglese († 1915)
- 26 aprile - Crescenzio Scarselli, avvocato e politico italiano († 1892)
- 27 aprile - Pasquale Tosi, gesuita e missionario italiano († 1898)
- 28 aprile - Henry Becque, drammaturgo francese († 1899)
- 29 aprile - Georges Boulanger, generale e politico francese († 1891)

## Maggio(32)
- 1º maggio - Mary Harris Jones, sindacalista e operaia statunitense († 1930)
- 1º maggio - Walter Hauser, politico svizzero († 1902)
- 3 maggio - Edoardo Savio, militare italiano († 1861)
- 4 maggio - Hugo Hermes, politico tedesco († 1915)
- 5 maggio - Georges Lafenestre, storico dell'arte, poeta e scrittore francese († 1919)
- 5 maggio - Anna Maria Mozzoni, giornalista italiana († 1920)
- 5 maggio - Theodor Rosetti, politico e scrittore rumeno († 1932)
- 7 maggio - Luigi Busi, pittore italiano († 1884)
- 7 maggio - Karl Mauch, esploratore tedesco († 1875)
- 8 maggio - Alberto di Prussia, generale tedesco († 1906)
- 8 maggio - Alphonse Legros, pittore, incisore e scultore francese († 1911)
- 9 maggio - Maria Domenica Mazzarello, religiosa italiana († 1881)
- 9 maggio - Adam Opel, imprenditore tedesco († 1895)
- 10 maggio - Pinckney Benton Stewart Pinchback, politico statunitense († 1921)
- 10 maggio - Cristoforo Pinto, architetto italiano († 1915)
- 11 maggio - Guglielmo Ugo Petrella, avvocato, magistrato e politico italiano († 1920)
- 12 maggio - Adolf Klügmann, archeologo e numismatico tedesco († 1880)
- 14 maggio - George S. Carr, matematico britannico († 1914)
- 16 maggio - William B. Strong, imprenditore statunitense († 1914)
- 18 maggio - Nikolaj Vasil'evič Uspenskij, scrittore russo († 1889)
- 19 maggio - Visakham Thirunal, principe indiano († 1885)
- 20 maggio - Paolano Manassei, imprenditore, politico e poeta italiano († 1920)
- 21 maggio - Edward Hooker Dewey, medico statunitense († 1904)
- 21 maggio - Taisuke Itagaki, politico giapponese († 1919)
- 21 maggio - Carlo Lanza, militare, diplomatico e politico italiano († 1918)
- 23 maggio - Anatole Mallet, ingegnere svizzero († 1919)
- 23 maggio - Józef Wieniawski, pianista e compositore polacco († 1912)
- 27 maggio - Wild Bill Hickok, pistolero statunitense († 1876)
- 27 maggio - Illarion Ivanovič Voroncov-Daškov, politico e militare russo († 1916)
- 28 maggio - George Ashlin, architetto irlandese († 1921)
- 28 maggio - Emanuele Basile, magistrato e patriota italiano († 1912)
- 31 maggio - William Henry Fitzhugh Lee, generale e politico statunitense († 1891)

## Giugno(33)
- 2 giugno - Ferdinand Justi, linguista e orientalista tedesco († 1907)
- 3 giugno - Tito Azzolini, architetto, ingegnere e scenografo italiano († 1907)
- 3 giugno - Franz Bücheler, filologo classico e latinista tedesco († 1908)
- 3 giugno - Marie-Clotilde-Élisabeth Louise de Riquet, pianista e nobildonna belga († 1890)
- 5 giugno - Franz von Winckel, ginecologo tedesco († 1911)
- 6 giugno - Giuseppe Besozzi, militare e politico italiano († 1907)
- 6 giugno - Bonifacia Rodríguez Castro, religiosa spagnola († 1905)
- 7 giugno - Charles-Alexis Chauvet, organista e compositore francese († 1871)
- 7 giugno - Alois Hitler, ufficiale austriaco († 1903)
- 8 giugno - Cristóbal Colón de la Cerda, nobile e politico spagnolo († 1910)
- 8 giugno - Ivan Nikolaevič Kramskoj, pittore e critico d'arte russo († 1887)
- 9 giugno - Michele Rua, presbitero e educatore italiano († 1910)
- 11 giugno - Jean-Nicolas Boulay, botanico francese († 1905)
- 12 giugno - Emanuele Caggiano, scultore italiano († 1905)
- 12 giugno - William Hickley Gross, arcivescovo cattolico statunitense († 1898)
- 12 giugno - Ferdinand Knab, pittore tedesco († 1902)
- 13 giugno - Vincenzo Lilla, filosofo, giurista e presbitero italiano († 1905)
- 14 giugno - Aaron Daggett, generale statunitense († 1938)
- 14 giugno - William Chatterton Dix, poeta e paroliere britannico († 1898)
- 14 giugno - John Thomson, fotografo, geografo e viaggiatore britannico († 1921)
- 14 giugno - Bruno di Ysenburg e Büdingen, principe tedesco († 1906)
- 16 giugno - Ernst Laas, filosofo tedesco († 1885)
- 17 giugno - Alexander Skene, ginecologo scozzese († 1900)
- 20 giugno - Luigi Carbone, patriota italiano († 1913)
- 22 giugno - Paul Bachmann, matematico tedesco († 1920)
- 22 giugno - Paul Morphy, scacchista statunitense († 1884)
- 22 giugno - William Wirt Winchester, imprenditore statunitense († 1881)
- 22 giugno - Ernst Ziller, architetto tedesco († 1923)
- 23 giugno - Diodato Borrelli, medico e patriota italiano († 1881)
- 24 giugno - Cesare Saluzzo di Monterosso, politico italiano († 1906)
- 26 giugno - Ernest Guiraud, compositore francese († 1892)
- 26 giugno - Dión Martínez, scacchista cubano († 1938)
- 28 giugno - Petre P. Carp, politico rumeno († 1919)

## Luglio(30)
- 1º luglio - Henry Rathbone, militare statunitense († 1911)
- 2 luglio - Giovanni Mulè Bertòlo, storico, giornalista e politico italiano († 1917)
- 3 luglio - Vincenzo Forcella, bibliotecario e storico italiano († 1906)
- 3 luglio - Henry Christopher McCook, pastore protestante, aracnologo e entomologo statunitense († 1911)
- 4 luglio - Carolus-Duran, pittore francese († 1917)
- 4 luglio - Sophus Mads Jørgensen, chimico danese († 1914)
- 4 luglio - Wilhelm Anton Neumann, religioso e archeologo austriaco († 1919)
- 5 luglio - Gioacchino IV di Costantinopoli, arcivescovo ortodosso ottomano († 1887)
- 5 luglio - Jenő Zichy, nobile, scrittore e orientalista ungherese († 1906)
- 5 luglio - Pio Alberto del Corona, arcivescovo cattolico italiano († 1912)
- 6 luglio - Władysław Żeleński, compositore, pianista e organista polacco († 1921)
- 11 luglio - Giovanni IV d'Etiopia, imperatore etiope († 1889)
- 11 luglio - Giuseppe Pomponio, brigante italiano († 1870)
- 11 luglio - Sofia del Liechtenstein, principessa austriaca († 1899)
- 13 luglio - Johann von Hinke, ammiraglio austriaco († 1904)
- 15 luglio - Stefania di Hohenzollern-Sigmaringen, regina († 1859)
- 16 luglio - Francis Knollys, I visconte Knollys, ufficiale inglese († 1924)
- 17 luglio - Wilhelm Lexis, economista e statistico tedesco († 1914)
- 18 luglio - Vasil Levski, rivoluzionario bulgaro († 1873)
- 19 luglio - Georg Bühler, indologo tedesco († 1898)
- 21 luglio - Helen Appo Cook, attivista statunitense († 1913)
- 22 luglio - Franz Behr, compositore tedesco († 1898)
- 22 luglio - Robert Giffen, economista e statistico scozzese († 1910)
- 25 luglio - Georg von Kopp, cardinale e vescovo cattolico tedesco († 1914)
- 25 luglio - Raffaele Righetto, patriota italiano († 1891)
- 26 luglio - Friedrich Salomon Vögelin, teologo e politico svizzero († 1888)
- 30 luglio - Michele Caruso, brigante italiano († 1863)
- 30 luglio - Gaetano Monroy Ventimiglia di Pandolfina, politico e diplomatico italiano († 1888)
- 31 luglio - William Clarke Quantrill, militare e criminale di guerra statunitense († 1865)
- 31 luglio - Louis Waldenburg, medico tedesco († 1881)

## Agosto(31)
- 2 agosto - Augustus Hervey, politico britannico († 1875)
- 2 agosto - Ferdinand Bischoffsheim, banchiere e politico belga († 1909)
- 5 agosto - Adolfo Azzi, militare e patriota italiano († 1860)
- 7 agosto - Allan James Foley, basso irlandese († 1899)
- 8 agosto - Marcello De Mari, politico italiano († 1913)
- 8 agosto - Victor Sieg, compositore e organista francese († 1899)
- 9 agosto - Wilhelm Amandus Beer, pittore tedesco († 1907)
- 10 agosto - Baptist Bernhard von Minnigerode, alpinista, scrittore e matematico tedesco († 1896)
- 10 agosto - Oscar von Schüppel, patologo tedesco († 1881)
- 11 agosto - Marie François Sadi Carnot, politico francese († 1894)
- 12 agosto - Francesco Carenzi, generale italiano († 1897)
- 14 agosto - Giovanni De Castro, giornalista, scrittore e drammaturgo italiano († 1897)
- 15 agosto - Lawrence B. Palladino, gesuita e missionario italiano († 1927)
- 15 agosto - Carlo Wagner, patriota e militare svizzero
- 16 agosto - Filippo Tranquillini, patriota e avvocato italiano († 1879)
- 17 agosto - Charlotte Forten Grimké, docente, poetessa e attivista statunitense († 1914)
- 18 agosto - Luigi Scaffai, pittore italiano († 1899)
- 18 agosto - Ottavio Serena, magistrato, prefetto e politico italiano († 1914)
- 20 agosto - Friedrich Setz, architetto e ingegnere austriaco († 1907)
- 21 agosto - Agostino Pieri, fantino italiano († 1879)
- 24 agosto - Théodore Dubois, compositore e organista francese († 1924)
- 24 agosto - Georg von Waldstätten, generale austro-ungarico († 1918)
- 24 agosto - Adolf Wilbrandt, drammaturgo e romanziere tedesco († 1911)
- 25 agosto - Jacob Maris, pittore olandese († 1899)
- 26 agosto - Osvaldo Gnocchi Viani, giornalista e politico italiano († 1917)
- 26 agosto - Edmund Weiss, astronomo austriaco († 1917)
- 28 agosto - Francesco di Teck, nobile tedesco († 1900)
- 29 agosto - Carlo Ferrari, prefetto e politico italiano († 1910)
- 30 agosto - Antonio Emo Capodilista, politico e imprenditore italiano († 1912)
- 30 agosto - Ellen Arthur, filantropa statunitense († 1880)
- 31 agosto - Édouard Stephan, astronomo francese († 1923)

## Settembre(25)
- 1º settembre - Filippo Pacelli, avvocato italiano († 1916)
- 1º settembre - Tony Robert-Fleury, pittore francese († 1911)
- 2 settembre - James H. Wilson, generale statunitense († 1925)
- 3 settembre - Ralph Copeland, astronomo britannico († 1905)
- 3 settembre - Domenico Maria Jacobini, cardinale e arcivescovo cattolico italiano († 1900)
- 3 settembre - Søren Zachariassen, imprenditore e marinaio norvegese († 1915)
- 5 settembre - Giovanni Battista Cella, patriota italiano († 1879)
- 7 settembre - Olive Oatman, esploratrice statunitense († 1903)
- 7 settembre - Samuel Rosenthal, scacchista e giornalista polacco († 1902)
- 8 settembre - Francesco Ardissone, botanico italiano († 1910)
- 8 settembre - Joaquin Miller, poeta, drammaturgo e giurista statunitense († 1913)
- 11 settembre - Oskar von Bülow, giurista tedesco († 1907)
- 12 settembre - Luigi IV d'Assia, sovrano († 1892)
- 12 settembre - Giulio Vigoni, ingegnere e politico italiano († 1926)
- 14 settembre - Maria Anna di Anhalt, nobile tedesca († 1906)
- 15 settembre - Laurent Giovanninelli, militare francese († 1903)
- 15 settembre - Bruno Pelaggi, poeta e scultore italiano († 1912)
- 16 settembre - Pier Celestino Gilardi, pittore e scultore italiano († 1905)
- 16 settembre - Pietro V del Portogallo, re portoghese († 1861)
- 22 settembre - Lady Anne Blunt, nobile e viaggiatrice britannica († 1917)
- 22 settembre - Raoul Urbain, politico francese († 1902)
- 23 settembre - Armand Gautier, biochimico francese († 1920)
- 23 settembre - Ernst Götzinger, filologo e insegnante svizzero († 1896)
- 23 settembre - Paul Kleinert, teologo tedesco († 1920)
- 29 settembre - Michał Bałucki, poeta e commediografo polacco († 1901)

## Ottobre(25)
- 1º ottobre - Nicolás Avellaneda, politico, avvocato e giornalista argentino († 1885)
- 2 ottobre - Raffaello Tancredi, pittore italiano
- 4 ottobre - Elizabeth Jane Gardner, pittrice statunitense († 1922)
- 5 ottobre - José Plácido Caamaño, politico ecuadoriano († 1901)
- 8 ottobre - Giulio Monteverde, scultore e politico italiano († 1917)
- 10 ottobre - Robert Gould Shaw, militare statunitense († 1863)
- 13 ottobre - Charles Buls, politico belga († 1914)
- 13 ottobre - Bartolomeo Gianolio, avvocato e politico italiano († 1903)
- 15 ottobre - Fanny Jackson Coppin, docente e missionaria statunitense († 1913)
- 15 ottobre - Leone Pelloux, generale e politico italiano († 1907)
- 15 ottobre - Johann Pinggera, alpinista austriaco († 1916)
- 16 ottobre - John Francis Barnett, compositore e docente britannico († 1916)
- 20 ottobre - Carisio Ciavarini, archivista e archeologo italiano († 1905)
- 23 ottobre - Moritz Kaposi, dermatologo ungherese († 1902)
- 24 ottobre - Karl von Huene, politico prussiano († 1900)
- 26 ottobre - Carl Koldewey, esploratore tedesco († 1908)
- 27 ottobre - Louis-Charles Boileau, architetto francese († 1914)
- 27 ottobre - Whitelaw Reid, giornalista statunitense († 1912)
- 28 ottobre - Giuseppe Candido, vescovo cattolico, fisico e inventore italiano († 1906)
- 28 ottobre - Paolo Cottrau, ammiraglio italiano († 1896)
- 28 ottobre - Tokugawa Yoshinobu, militare giapponese († 1913)
- 29 ottobre - Abraham Kuyper, politico e teologo olandese († 1920)
- 29 ottobre - Harriet Powers, artista statunitense († 1910)
- 30 ottobre - Otto zu Stolberg-Wernigerode, politico tedesco († 1896)
- 31 ottobre - Louis Jacolliot, scrittore, orientalista e indologo francese († 1890)

## Novembre(21)
- 5 novembre - Joe Goss, pugile inglese († 1885)
- 5 novembre - Arnold Janssen, presbitero e missionario tedesco († 1909)
- 6 novembre - Egisto Sarri, pittore italiano († 1901)
- 7 novembre - Carlo Bonardi, patriota italiano († 1860)
- 7 novembre - Stanisław Tarnowski, poeta, scrittore e politico polacco († 1917)
- 8 novembre - Ilia Ch'avch'avadze, scrittore, poeta e giornalista georgiano († 1907)
- 10 novembre - Amos Dolbear, fisico e inventore statunitense († 1910)
- 10 novembre - Afrikan Špir, filosofo russo († 1890)
- 11 novembre - Artur Grottger, pittore e grafico polacco († 1867)
- 12 novembre - Michael Bass, I barone Burton, filantropo e politico inglese († 1909)
- 12 novembre - Həsən bəy Zərdabi, giornalista azero († 1907)
- 13 novembre - Nicola Terracciano, botanico e micologo italiano († 1921)
- 16 novembre - Franz Camille Overbeck, teologo tedesco († 1905)
- 17 novembre - Michelangelo Guggenheim, collezionista d'arte e mercante italiano († 1914)
- 18 novembre - Biagio Caranti, banchiere, patriota e politico italiano († 1891)
- 23 novembre - Johannes Diderik van der Waals, fisico e matematico olandese († 1923)
- 24 novembre - Gustavo Adolfo Noseda, musicista e compositore italiano († 1866)
- 28 novembre - John Wesley Hyatt, inventore statunitense († 1920)
- 28 novembre - Karl Zangemeister, bibliotecario e filologo classico tedesco († 1902)
- 29 novembre - Carolina Luzzatto, scrittrice, giornalista e patriota italiana († 1919)
- 29 novembre - Lorenzo Passerini, patriarca cattolico italiano († 1915)

## Dicembre(37)
- 1º dicembre - Leonard Landois, fisiologo tedesco († 1902)
- 1º dicembre - Gaetano Manzo, brigante italiano († 1873)
- 2 dicembre - Joseph Bell, medico britannico († 1911)
- 2 dicembre - Kawasaki Shōzō, imprenditore e armatore giapponese († 1912)
- 2 dicembre - Adolphus William Ward, storico e letterato inglese († 1924)
- 7 dicembre - Johann Nepomuk Wilczek, esploratore e mecenate austro-ungarico († 1922)
- 8 dicembre - Louis Ducos du Hauron, fisico, inventore e fotografo francese († 1920)
- 9 dicembre - Kabayama Sukenori, militare e politico giapponese († 1922)
- 9 dicembre - Carl Gustav Schmitt, compositore, violinista e direttore d'orchestra tedesco († 1900)
- 9 dicembre - Émile Waldteufel, compositore e direttore d'orchestra francese († 1915)
- 12 dicembre - Bronisław Abramowicz, pittore polacco († 1912)
- 13 dicembre - Arthur Ellis, generale inglese († 1907)
- 13 dicembre - Luciano Raveggi, patriota italiano († 1899)
- 15 dicembre - Ethelbert William Bullinger, teologo e biblista britannico († 1913)
- 17 dicembre - Isaia Ghiron, bibliotecario e numismatico italiano († 1889)
- 18 dicembre - Ernest Hoschedé, collezionista d'arte francese († 1891)
- 19 dicembre - Gaetano Caracciolo, politico italiano († 1909)
- 22 dicembre - Emil Albert Friedberg, giurista e storico tedesco († 1910)
- 23 dicembre - Demetrio Conti, patriota italiano († 1916)
- 24 dicembre - Giuseppe Cozza-Luzi, religioso e filologo italiano († 1905)
- 24 dicembre - Elisabetta di Baviera († 1898)
- 24 dicembre - Hans von Marées, pittore tedesco († 1887)
- 24 dicembre - Jean-Emmanuel Van den Bussche, pittore belga († 1908)
- 24 dicembre - Cosima Wagner, tedesca († 1930)
- 25 dicembre - Frédéric Cournet, politico e giornalista francese († 1885)
- 25 dicembre - Arnold Pagenstecher, medico e entomologo tedesco († 1913)
- 26 dicembre - Vittorio Albertoletti, militare italiano († 1890)
- 26 dicembre - Morgan Bulkeley, politico e dirigente sportivo statunitense († 1922)
- 26 dicembre - George Dewey, ammiraglio statunitense († 1917)
- 27 dicembre - Luciano Banchi, politico e archivista italiano († 1887)
- 27 dicembre - Giulio Carminati di Brambilla, militare e nobile italiano († 1919)
- 27 dicembre - Giovanni Falleroni, politico e patriota italiano († 1890)
- 27 dicembre - Francesco Orsini Baroni, imprenditore e politico italiano († 1919)
- 29 dicembre - Nicolò Quartieri, politico italiano († 1904)
- 29 dicembre - Batilde di Anhalt-Dessau, principessa tedesca († 1902)
- 30 dicembre - Giovanni Andrea Scartazzini, pastore protestante e letterato svizzero († 1901)
- 31 dicembre - Giuseppe Carnazza Amari, giurista e politico italiano († 1911)

## Senza giorno specificato(58)
- Douglas Argyll Robertson, chirurgo scozzese († 1909)
- Georges Arnold, architetto e attivista francese († 1912)
- Serfiraz Hanim, principessa abcasa († 1905)
- Niccolò Bacigalupo, poeta e drammaturgo italiano († 1904)
- Giovanni Battista Baldi, pittore italiano († 1920)
- Barghash bin Sa'id di Zanzibar, sultano († 1888)
- Hippolyte Boulenger, pittore belga († 1874)
- Mitch Bouyer, militare statunitense († 1876)
- Augusto Corbi, architetto e restauratore italiano († 1901)
- Victor André Cornil, medico francese († 1908)
- Carolina Cristofori, italiana († 1881)
- Gaetano D'Agostino, pittore e scultore italiano († 1914)
- Theodore Davis, avvocato e egittologo statunitense († 1915)
- Pietro Dazzi, letterato e educatore italiano († 1896)
- Djoumbé Fatima, regina comoriana († 1878)
- Gabriel Dumont, nativo americano († 1906)
- Eustachio Fasano, brigante italiano († 1862)
- Giuseppe Antonio Fedrigoni, imprenditore italiano († 1910)
- Ferdinando Forino, musicista, violoncellista e compositore italiano († 1905)
- Sorelle Fox, statunitense († 1892)
- Raffaele Gentili, compositore italiano († 1867)
- Ferdinand Gibault, scultore, incisore e medaglista francese († 1926)
- Paul Gordan, matematico tedesco († 1912)
- Eleonora Grossi, mezzosoprano italiano († 1879)
- Guelfo Guelfi, politico italiano († 1911)
- Altâf Hussain Hâli, poeta e critico letterario indiano († 1914)
- Adolf Jensen, pianista e compositore tedesco († 1879)
- Kofi Karikari, re († 1884)
- Newton Knight, militare e politico statunitense († 1922)
- Aleksandr Nikolaevič Korkin, matematico russo († 1908)
- Aleksandr Aleksandrovič Kozlov, generale russo († 1924)
- Atis Kronvalds, letterato lettone († 1875)
- Liu Yongfu, generale cinese († 1917)
- Eugène Mage, esploratore francese († 1869)
- Carlo Magenta, storico e giornalista italiano († 1893)
- Edward Malet, diplomatico britannico († 1908)
- Angelantonio Masini, brigante italiano († 1864)
- Mubarak Al Sabah, emiro kuwaitiano († 1915)
- Giuseppe Musacchia, presbitero italiano († 1910)
- Carlo Nogaro, pittore italiano († 1931)
- Francesco Pais-Serra, politico italiano († 1924)
- Pietro Palazzotto, avvocato e patriota italiano († 1860)
- Augusto Passaglia, scultore italiano († 1918)
- Federigo Pastoris, pittore e incisore italiano († 1884)
- Michele Paternò Castello di Bicocca, politico italiano († 1919)
- Michele Peressini, politico italiano
- Giacomo Roster, ingegnere e architetto italiano († 1905)
- William Gualbert Saunders, designer inglese († 1923)
- Joseph Schröter, micologo e medico tedesco († 1894)
- Paul Armand Silvestre, scrittore francese († 1901)
- Tippu Tip, mercante tanzaniano († 1905)
- Salvatore Paola Verdura, avvocato e politico italiano († 1916)
- Konstantinos Volanakis, pittore greco († 1907)
- William Weldon, araldista inglese († 1919)
- Howard Williams, attivista e saggista inglese († 1931)
- Yang Banhou, artista marziale cinese († 1892)
- Tito Zucconi, patriota italiano († 1924)
- Federico del Campo, pittore peruviano († 1923)